# Eraldo Pecci
Pour les articles homonymes, voir Pecci.
Eraldo Pecci (né le 12 avril 1955 à San Giovanni in Marignano) est un footballeur italien.

## Carrière

### Club
Il débute en Série A en 1972 avec Bologne, sous l'égide de l'entraîneur Leone Ponsignon. Il remporte la Coupe d'Italie en 1974 en marquant le but décisif contre Palerme. 
Acheté en 1975 par le Torino, il évolue comme meneur de jeu et remporte le Scudetto en 1976. En compagnie de Francesco Graziani, buteur du club, il est transféré à la Fiorentina. Il part ensuite à Naples pendant une unique saison puis retourne dans son club formateur. Il y reste 3 ans et est finalement écarté lorsque son entraîneur opte pour un milieu de terrain plus musclé.
Il part alors terminer sa carrière en Série C1 à Vicence. 

### Équipe nationale
Il est convoqué pour la première fois le 27 septembre 1975 contre la Finlande (0-0) pour le compte des qualifications de l'Euro 1976. Il participe à la Coupe du monde 1978.

## Reconversion
Après sa carrière de footballeur, il devient commentateur à la télévision, puis chroniqueur pour la presse écrite. En 2013, il publie une autobiographie dans laquelle il retrace son parcours de footballeur et en particulier la conquête du titre de champion avec le Torino et le duel avec la Juventus.

## Palmarès
- Champion d'Italie en 1976 avec le Torino
- Vainqueur de la Coupe d'Italie en 1974 avec le Bologne FC